# Suzan Rose Benedict

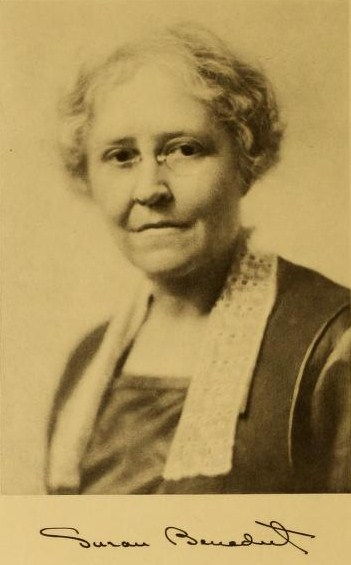
Foto von Suzan Benedict im Smith-College-Jahrbuch 1922 mit Unterschrift

Suzan Rose Benedict (* 29. November 1873 in Norwalk, Connecticut; † 8. April 1942 in Northampton, Massachusetts) war eine US-amerikanische Mathematikerin und Hochschullehrerin. Sie promovierte 1914 als erste Frau an der University of Michigan in Mathematik. 

## Leben und Werk
Benedict besuchte die High School in Norwalk und studierte von 1891 bis 1895 am Smith College in Northampton Chemie mit den Nebenfächern Mathematik, Deutsch und Physik. Nach ihrem Abschluss im Jahr 1895 kehrte sie nach Norwalk zurück und unterrichtete dort die nächsten 10 Jahre Mathematik. 1905 studierte sie am Teachers College der Columbia University, wo sie 1906 den Master of Arts erhielt. Anschließend wurde sie Assistentin in Mathematik in der Mathematikabteilung des Smith College. Von 1911 bis 1913 studierte sie an der University of Michigan und ließ sich am Smith College beurlauben, um die von Louis Charles Karpinski betreute Dissertation 1914 zu beenden. Der Titel der Dissertation lautete: A Comparative Study of the Early Treatises Introducing Into Europe the Hindu Art of Reckoning. 1914 wurde sie am Smith College außerordentliche Professorin, 1921 Professorin und von 1928 bis 1934 Vorsitzende der Fakultät für Mathematik. 1942 ging sie mit 68 Jahren als emeritierte Professorin in den Ruhestand und arbeitete danach als Freiwillige beim Roten Kreuz.
Sie teilte sich ab 1918 bis zu ihrem Tod ein Haus mit ihrer Kollegin Susan Miller Rambo, die 1918 als zweite Frau an der University of Michigan promovierte.  

## Mitgliedschaften
- American Mathematical Society
- Mathematical Association of America
- Daughters of the American Revolution

## Veröffentlichungen
- The Development of Algebraic Symbolism from Paciuolo to Newton. In: School Science and Mathematics. Band 9, Nr. 4, 1909, ISSN 0036-6803, S. 375–384, (Digitalisat; Published version of MA thesis).
- The Algebra of Francesco Ghaligai. In: The American Mathematical Monthly. Band 36, Nr. 5, 1929, S. 275–278, JSTOR:2298510.